# Assmann (Familienname)
Assmann oder Aßmann ist ein deutscher Familienname.

## Namensträger

### A
- Albert Aßmann (1879–1932), deutscher Politiker (KPD)
- Aleida Assmann (* 1947), deutsche Anglistin und Ägyptologin
- Alex Aßmann (* 1977), deutscher Erziehungswissenschafter
- Alwin Aßmann (1899–1984), österreichischer Politiker (WdU)
- Amona Aßmann (* 2002), deutsche Kinderdarstellerin
- Annemarie Assmann (1938–1996), deutsche Schauspielerin und Hörspielsprecherin
- Arno Assmann (1908–1979), deutscher Schauspieler, Regisseur und Intendant
- August Assmann (1819–1898), deutscher Entomologe

### C
- Carlos Eduardo Assmann (* 1985), deutsch-brasilianischer Fußballspieler
- Christian Gottfried Friedrich Assmann (1752–1822), deutscher Ökonomiewissenschaftler

### D
- Daniel Aßmann (* 1983), deutscher Fernsehmoderator
- Dorothea Assmann (* 1956), deutsche Juristin

### E
- Eberhard Schmidt-Aßmann (* 1938), deutscher Rechtswissenschaftler
- Elisabeth Aßmann (* 1990), deutsche Agrarökonomin und Politikerin (SPD)
- Emmerich Assmann (Industrieller, 1899) (1899–1964), österreichischer Industrieller
- Emmerich Assmann (Industrieller, 1926) (1926–2005), österreichischer Industrieller und Politiker (ÖVP)
- Ernst Assmann (Mediziner) (1849–1926), deutscher Mediziner und Altertumsforscher
- Ernst Assmann (Forstwissenschaftler) (1903–1979), deutscher Forstwissenschaftler
- Erwin Assmann (1908–1984), deutscher Historiker

### F
- Friedrich Aßmann (1808–?), Seilermeister und Abgeordneter der lauenburgischen Landesversammlung

### G
- Gerd Assmann (* 1941), deutscher Mediziner und Hochschullehrer
- Gerhard Assmann (1915–1976), deutscher Konditor und Gewerkschafter und Mitglied des Bayerischen Senats
- Guido Assmann (* 1964), römisch-katholischer Geistlicher, Kölner Dompropst
- Günther Assmann (1900–1987), deutscher Offizier und Parteifunktionär
- Gustav Assmann (Architekt) (1825–1895), deutscher Architekt, Publizist und Baubeamter
- Gustav Assmann (Jurist) (1887–1950), deutscher Jurist

### H
- Hans Aßmann von Abschatz (1646–1699), deutscher Lyriker und Übersetzer
- Hans-Jörg Assmann (* 1943), deutscher Schauspieler
- Heinrich Assmann (Maler) (Heinrich Aßmann; 1890–1915), deutscher Künstler, Maler und Grafiker
- Heinrich Julius Ludwig Assmann (Heinrich Julius Ludwig Aßmann; 1766–1839), deutscher lutherischer Theologe
- Heinz Assmann (Kapitän) (1904–1954), deutscher Marineoffizier und Politiker (Hamburg-Block)
- Heinz Assmann (Politiker) (* 1931), deutscher Politiker (SPD), MdB
- Heinz-Dieter Assmann (* 1951), deutscher Rechtswissenschaftler und Hochschullehrer
- Helmut Aßmann (1927–2010), deutscher Rennfahrer und Konstrukteur
- Herbert Assmann (1882–1950), deutscher Mediziner
- Hugo Assmann (1933–2008), brasilianischer Theologe, Mitbegründer der Befreiungstheologie

### I
- Ini Assmann (1945–2015), deutsche Schauspielerin

### J
- Jan Assmann (1938–2024), deutscher Ägyptologe
- Johann Christian Ferdinand Aßmann (1792–1845), deutscher evangelischer Theologe
- Johannes Maria Assmann (1833–1903), katholischer Priester
- Julius Aßmann (1868–1939), deutscher Politiker (DVP)
- Julius Carl Friedrich Aßmann (1827–1886), deutscher Uhrmacher und Uhrenfabrikant (Glashütte)

### K
- Karl Assmann (Bibliothekar) (1890–1970), deutscher Bibliothekar
- Karl Assmann (Fußballspieler) (1890–1958), österreichischer Jurist, Fußballspieler und -funktionär
- Katja Aßmann (* 1971), deutsche Kulturmanagerin und Kuratorin; seit 2012 Künstlerische Leiterin von Urbane Künste Ruhr
- Kurt Aßmann (1883–1962), deutscher Marineoffizier

### L
- Liv Assmann (* 1973), deutsche politische Beamtin (SPD)
- Ludwig Aßmann (1869–1949), österreichischer Politiker, Bürgermeister von Villach

### M
- Maria Aßmann (1903–1985), deutsche Kommunistin, Frauenrechtlerin und Justizopfer des Nationalsozialismus, siehe Maria Röder
- Martha Aßmann (1895–1941), deutsche nationalsozialistische Funktionärin
- Martin Aßmann (1931–2018), deutscher Bauingenieur und Unternehmer
- Matthias Assmann (* 1957), deutscher Leichtathlet

### N
- Natalie Assmann (* 1988), österreichische queer-feministische Theaterregisseurin, Kuratorin, Schauspielerin und Aktivistin

### O
- Otto Aßmann (1901–1977), deutscher Kommunalpolitiker (SED)

### P
- Paul Assmann (1881–1967), deutscher Geologe und Paläontologe
- Peter Assmann (* 1963), österreichischer Kunsthistoriker und Schriftsteller

### R
- Rainer Assmann (* 1935), deutscher Militärjurist und Studentenhistoriker
- Reinold Aßmann (1822–1917), deutscher Richter, MdR
- Richard Aßmann (Meteorologe) (Richard Assmann; 1845–1918), deutscher Meteorologe
- Richard Aßmann (Betriebsrat) (1875–1933), deutscher Betriebsrat
- Richard Aßmann (Schauspieler) (1877–1955), deutscher Schauspieler
- Richard Assmann (Maler) (1887–1965), deutscher Maler und Grafiker

### S
- Siegfried Assmann (1925–2021), deutscher Bildhauer und Maler

### T
- Thorsten Aßmann (* 1962), deutscher Ökologe und Koleopterologe

### V
- Vincent Assmann (* 1976), deutscher Filmeditor

### W
- Walter Assmann (1896–1964), deutscher Offizier
- Werner Aßmann (1924–1993), deutscher  Handballspieler
- Wilhelm Assmann (1800–1875), deutscher Historiker und Politiker
- Wolfgang Assmann (* 1944), deutscher Politiker (CDU), Oberbürgermeister von Bad Homburg vor der Höhe